# هنري جاستو
هنري جان باسكال غاستو (15 أبريل 1915، موناكو – 14 يوليو 1995 مرسيليا) كان طبيب أعصاب فرنسي وأخصائي في الصرع.

## سيرة شخصية
لقى غاستو تعليمه في الطب في جامعة مرسيليا وحصل على الدكتوراه في الطب عام 1945. بعد ذلك تدرب في علم الأعصاب مع هنري روجر وفي علم التشريح العصبي مع لوسيان كورنيل في مرسيليا. وفي عام 1953 أصبح رئيسًا لمختبرات البيولوجيا العصبية في مستشفى مرسيليا. في عام 1954 خلف كورنيل كأستاذ في علم الأمراض التشريحي وفي عام 1960 تم تعيينه مديرًا للمركز الإقليمي للأطفال المصابين بالصرع. وفي عام 1973، تم إنشاء كرسي للفيزيولوجيا العصبية السريرية له، وظل في منصبه حتى تقاعده في عام 1984.
تضمنت اهتماماته الرئيسة البحث في تخطيط كهربية الدماغ ووظائف المخ في مرض الصرع . في عام 1957 وصف متلازمة الاختلاج النصفي والشلل النصفي والصرع (HHE)، في عام 1961 و1966 متلازمة لينوكس-غاستو، وفي عام 1981 و1982 البديل المتأخر لمتلازمة لينوكس-غاستو. صرع الطفولة الحميد مع النوبات القذالية.
بعد الحرب العالمية الثانية كان له تأثير في إعادة تنشيط الرابطة الدولية لمكافحة الصرع (ILAE). بعد أن شغل منصب الرئيس المنتخب من عام 1953 إلى عام 1957، كان أمينًا عامًا للرابطة من عام 1957 إلى عام 1969، قبل أن يتم انتخابه رئيسًا لها من عام 1969 إلى عام 1973 ويكون رئيسًا سابقًا من عام 1973 إلى عام 1977. بالإضافة إلى ذلك، كان رئيسًا للجنة المصطلحات التابعة لـ ILAE في عام 1963 والتي أسفرت عن نشر قاموس الصرع.
حاول فهم الروابط المحتملة بين الصرع والعبقرية الفنية لدى أفراد مثل فيدور دوستويفسكي وغوستاف فلوبير وفنسنت فان جوخ ونشر عددًا من الأوراق البحثية حول هذه العلاقة.
وفي عام 1967 انتخب عميدا لكلية الطب بجامعة مرسيليا.

## الجوائز
حصل غاستو على لقب "سفير الصرع" من قبل الرابطة الدولية لمكافحة الصرع والمكتب الدولي للصرع في عام 1968 ومع جائزة لينوكس من جمعية الصرع الأمريكية (AES) في عام 1977.

## الأعمال المنشورة
- Gastaut H. The Epilepsies. Electro-Clinical Correlations. Springfield, Illinois, C. C. Thomas 1954
- Gastaut H, Vigouroux M, eds. Documents Selectionnés parmi 500 Auteurs et Présentés au Colloque Internationale Béthesda sur l’Épilepsie du Lobe Temporal. Marseilles, M. Leconte 1957
- Fischgold H, Gastaut H, eds. Conditionnement et Réactivité en Electroencéphalographie (Colloque de Marseille, 1955). Supplement to Electroencephalography and Clinical Neurophysiology. Paris, Masson & Cie 1957
- Gastaut H, Gastaut Y. La Syncope Vaso-Vagale Réflexe. Sa Différenciation d’Avec l’Épilepsie. Son Traitement. without place, Editions Sandoz ohne Jahr (1958)
- Fischgold H, Gastaut H, eds. Rayons X. Radio-Isotopes et E.E.G. dans l’Épilepsie (Colloque de Marseille, 1958). Supplement 17 to Electroencephalography and Clinical Neurophysiology. Paris, Masson & Cie 1960
- Gastaut H, Meyer JS, eds. Anoxia and the Electroencephalogram. Springfield, Illinois, C. C. Thomas 1961
- Bonduelle M, Gastaut H, eds. Les Myoclonies. Rapports présentés la XXVIIIe Réunion Neurologique Internationale, Paris, 4 – 5 Juin, 1968. Paris, Masson & Cie 1963
- Gastaut H, Roger J, Soulayrol R, Pinsard N, eds. L‘Encéphalopathie Myoclonique Infantile avec Hypsarythmie (Syndrome de West). Compte Rendu de la Réunion Européenne d’Information Electroencéphalographique (9e Colloque de Marseille, 1960). Paris, Masson & Cie 1964
- Gastaut H, Roger J, Lob H, eds. Les États de Mal Épileptiques. Compte Rendu de la Réunion Européenne d’Information Électroencéphalographique (Xe Colloque de Marseille, 1962). Électroencéphalographie et Neurophysiologie Clinique, Nouvelle Série (Vol 3). Paris, Masson & Cie 1967
- Gastaut H, Jasper H, Bancaud J, Waltregny A, eds. The Physiopathogenesis of the Epilepsies. Springfield, Illinois, C. C. Thomas 1969
- Gastaut H, Broughton R. Epileptic Seizures. Clinical and Electrographic Features, Diagnosis and Treatment. Springfield, Illinois, C. C. Thomas 1972
- Gastaut H en collaboration avec un groupe international d’experts. Dictionnaire De LʼÉpilepsie. Partie I: Définitions. Organisation Mondiale de la Santé, Genève 1973; English edition: Gastaut H in Collaboration with an International Group of Experts. Dictionary of Epilepsy. Part I: Definitions. World Health Organization, Geneva 1973; German edition: Gastaut H, unter Mitarbeit einer internationalen Expertengruppe (Kugler J, Übersetzer). Wörterbuch der Epilepsie. Stuttgart, Hippokrates 1976
- Gastaut H, Tassinari CA, eds. Epilepsies. Handbook of Electroencephalography and Clinical Neurophysiology, Vol 13a. Clinical EEG, III. Part A. Amsterdam, Elsevier 1975
- Beaumanoir A, Gastaut H, Naquet R, eds. Reflex Seizures and Reflex Epilepsies. International Symposium on Reflex Seizures and Reflex Epilepsies, Genève, Juin 1988. Genève, Editions Médicine et Hygiene 1989